# Samuela Kautoga
Samuel Kautoga (Suva, Fiyi, 3 de febrero de 1987) es un futbolista de Fiyi que juega en la posición de lateral izquierdo con el Rewa FC de la Liga Nacional de Fútbol de Fiyi.

## Carrera

### Club
| Periodo   | Club                   |
| --------- | ---------------------- |
| 2006-2011 | Labasa FC              |
| 2011–2012 | Hekari United          |
| 2012–2015 | Amicale FC             |
| 2015      | Lautoka FC             |
| 2016      | Ba FC                  |
| 2017      | Rewa FC                |
| 2017-2018 | Tasman United          |
| 2018-2020 | Rewa FC                |
| 2021      | Western Springs AFC    |
| 2022-2023 | Manukau United         |
| 2022      | → Nadi FC (cedido)     |
| 2023      | South Auckland Rangers |
| 2024-     | Rewa FC                |

### Selección nacional
Debutó con Fiyi en 2007 y su primer gol internacional lo anotó el 4 de junio de 2016 en la derrota por 2-3 ante Vanuatu en Port Moresby por la Copa de las Naciones de la OFC 2016.

## Logros

### Club
- Liga Nacional de Fútbol de Fiyi (2): 2016, 2024
- Batalla de los Gigantes (1): 2020
- Copa de Fiyi (1): 2018
- VFF Champions League (2): 2012, 2015
- Liga de Fútbol de Port Vila (3): 2012–13, 2013–14, 2014–15
- Liga Nacional de Fútbol de Papúa Nueva Guinea (1): 2011-12

### Individual
- Mejor jugador de la Copa de Fiyi en 2017.